# Nanotossicologia
La nanotossicologia è una disciplina che studia i potenziali effetti sull'ambiente e sulla salute umana dei nanomateriali e delle nanoparticelle.

## Definizioni
Per dimensioni nanometriche si intende un diametro medio compreso indicativamente fra 0,2 e 100 nm.
La nanotossicologia è volta allo studio sia dell'aspetto tossicologico che carcinogenico di tali materiali.
Forse per il fatto che la letteratura scientifica riguardante le patologie da inalazione di materiale inerte (si veda le pneumoconiosi, ad esempio) è ampia e consolidata da studi decennali, la nanotossicologia è stata fin dall'inizio impiegata per indagare principalmente l'aspetto polmonare di tali patologie.
La nanotossicologia come scienza a sé ha suscitato critiche, poiché, contrariamente al suo ampio significato etimologico, essa riguarda invece un ambito settoriale ristretto della patologia che causa numerose ambiguità soprattutto per i "non addetti ai lavori". Le critiche riguardano anche il fatto che si è voluto dare, senza alcuna utilità, un ruolo del tutto nuovo a una branca della scienza, la patologia del lavoro, che di per sé non ne aveva bisogno.

## Il particolato fine

### Effetti sulla salute
Alcuni effetti sulla salute causati dal particolato fine (sia di natura organica che inorganica) sono già noti da tempo.
La pneumoconiosi in genere (asbestosi, silicosi, talcosi, ecc.) o il mesotelioma nelle sue forme pleurica e peritoneale sono tra questi.
Numerosi studi epidemiologici hanno infatti mostrato una chiara correlazione tra malattie cardiovascolari e respiratorie, da un lato, e quantità e concentrazione nell'ambiente di particelle (particulate matter, PM) di diametro aerodinamico medio inferiore a 10 micron (PM10) o a 2,5 micron (PM2,5).

Esistono ampie prove che dimostrano come la facilità con cui il particolato entra nell'organismo dipenda in massima parte dalle sue dimensioni, al diminuire delle quali corrispondono maggiori quote d'ingresso.

### La dimensione micrometrica
Per particolato di dimensione micrometrica si intendono, in questo contesto, particelle di diametro aerodinamico medio compreso fra 10 ed un micron (10−5 - 10−6 m, cioè PM10) e PM2,5.

Già per il PM10 è stata dimostrata una relazione diretta con i dati di mortalità cardiogena e respiratoria della popolazione esposta alle polveri.
Scendendo di dimensioni, ad esempio valutando gli effetti del PM2,5, è stata dimostrata una relazione molto stretta con la mortalità cardiogena. Fra le ultime indagini epidemiologiche vi è uno studio di Dominici e colleghi della Johns Hopkins University di Baltimora per stimare il rischio di malattie cardio-respiratorie in seguito all'esposizione a particolato fine pubblicato nel 2006.
I ricercatori hanno analizzato le informazioni relative ai ricoveri di pazienti con problemi cardio-respiratori negli ospedali di 204 città (>200.000 ab.) degli USA dal 1999 al 2002.
Nei soggetti di età superiore ai 65 anni che vivevano entro un raggio di 10 km da una centralina di monitoraggio delle PM2,5, i ricercatori hanno dimostrato un'evidente correlazione tra concentrazione di quel particolato e ricoveri ospedalieri per disturbi cardiorespiratori.
Gli studi hanno rivelato che per ogni 10 µg/m3 di PM2,5 si ha un aumento di 1,28% di attacchi cardiaci, anche per esposizione di breve durata.
Si consideri che la normativa italiana vigente sul limite di particolato nell'aria prende in considerazione solo il PM10, mentre per il PM2,5 si dovrà attendere il recepimento della recente nuova direttiva europea 2008/50/EC.
In ambedue i casi, le rilevazioni continueranno ad essere gravimetriche e non considereranno le polveri per classi di numerosità legata alle dimensioni come sarebbe necessario per ricavare indicazioni sanitarie migliori
Vi sono tuttavia evidenze che indicano come le quantità dei due tipi di particolato siano in stretta correlazione l'una con l'altra, e di conseguenza alcuni sostengono l'inutilità di sottoporli a misurazione separata.

### La dimensione nanometrica
Scendendo ancora di dimensioni si entra nel campo delle nanopolveri (cioè particolato di dimensione nanometrica il cui diametro medio è ritenuto compreso indicativamente fra 0,2 e 100 nm).
Attualmente le classificazioni di particolato più consolidate spaziano dal PM10 (10 µm cioè 10000 nm) a scendere fino al PM0,1 (100 nm): in quest'ultimo caso si parla di "particolato ultrafine respirabile" (in grado di penetrare negli alveoli). Secondo la definizione suddetta già il PM0.1 (0.1 µm, cioè 100 nm) ricadrebbe nell'ambito delle "nanopolveri", visto che queste spaziano appunto da 100 nm a scendere fino a 0,2 nm (praticamente dimensioni molecolari o atomiche).
Non ha tuttavia senso parlare di "particolato" per tali livelli di finezza, relativi più che altro a processi tecnologici (specie nell'industria elettronica) e materiali avanzati.

Premesso che – in ogni caso – le patologie correlate non riguardano solo il particolato aerodisperso, relativamente all'inquinamento dell'aria la dicitura "nanopolvere" non ha ancora trovato una definizione univoca ed universalmente riconosciuta: ad esempio il centro di ricerche Agip considera "nanoparticelle" il particolato di dimensioni 40-50 nm ovvero si tratterebbe di PM0.04 - PM0.05
A questo livello estese indagini epidemiologiche non sono ancora state condotte, a causa della difficoltà di precise misurazioni e monitoraggio ambientale delle nanopolveri ma soprattutto della relativamente recente attenzione che l'argomento sta destando.
La ricerca sta in ogni caso procedendo alquanto rapidamente.
I dettagliati meccanismi di formazione di queste nanopolveri sono ancora oggetto di studio.
Particelle non biodegradabili di dimensioni che possono arrivare a qualche millesimo di millimetro (micrometriche) sono prodotte naturalmente da alcune fonti come i vulcani, ma l'origine più comune di particelle nanometriche (milionesimi di millimetro) in ambiente urbano è costituita da procedimenti ad alta temperatura, industriali e non, e soprattutto dal traffico automobilistico e dagli impianti di riscaldamento: tali fonti antropiche sono cioè in grado di produrre particolato molto più fine di quello di origine naturale.

### Le "nanoparticelle"
Uno dei metodi utilizzati per caratterizzare queste particelle è una tecnica di indagine in microscopia elettronica a scansione ambientale (ESEM), associato ad uno spettroscopio a dispersione d'energia, (EDS).
Questo strumento è in grado di elaborare immagini ingrandite di campioni provenienti da biopsie e di caratterizzare forma, dimensioni e composizione atomica delle particelle.
Si tratta di nanopolveri che, oltre ad avere piccolissime dimensioni, sono di natura inorganica (quindi da aggregati e leghe di metalli come, per esempio, Ti, Al, W, Ba, Si, Bi, Fe, Zn sia di origine antropica come combustioni ad alta temperatura, le esplosioni di ordigni all'uranio impoverito, che di origine naturale come ad esempio le ceneri basaltiche vulcaniche).
Vi sono ancora pareri discordanti sul "raggio d'azione" di queste polveri. Secondo alcuni si potrebbero diffondere per centinaia di chilometri.
Una volta rilasciate in sospensione nell'aria sotto forma di aerosol sarebbero trasportate dal vento per poi disperdersi ed essere respirate o ricadere sui vegetali o nei mari, entrando anche nella catena alimentare.
È stato addirittura suggerito che alcuni prodotti industriali, come le gomme da masticare contenenti microsfere di vetro (per la pulizia dei denti) siano probabili fonti di nanoparticelle, ma non vi sono prove della loro eventuale pericolosità.
È stato anche suggerito che il talco contenga nanoparticelle pericolose, ma anche qui per ora non vi sono prove, anzi, un recente studio ha evidenziato come non vi sia alcun incremento del rischio di tumori per lavoratori esposti ad alti livelli di talco.

### Epidemiologia
La novità della ricerca, la sua ancora scarsa diffusione, pur con l'interesse in grande aumento, e il fatto che il nanoparticolato (non liquido o idrosolubile) sia in grandissima parte di origine antropica assai recente fanno sì che non esistano studi epidemiologici estesi sull'argomento, richiedendo questi tempi assai lunghi.
I ricercatori sottolineano la complessità che la valutazione dell'esposizione alle polveri ultrafini presenta, dovute a diversi fattori intrinseci: la grande variabilità dei dati nello spazio, la grande varietà di fonti esistenti (sia indoor che esterne) e le forti variabilità stagionali dovute a fattori meteorologici. Questo richiede che siano sviluppate, oltre che validate, tecnologie e metodologie di indagine adeguate, che tengano in considerazione tali elementi.
Esistono, comunque, lavori (citati) sulle malattie cardiovascolari e dell'apparato respiratorio, così come diverse ricerche condotte intorno ad inceneritori di rifiuti, grandi produttori di nanopolveri.
Un contesto epidemiologico riguarda l'incidenza delle malattie nei militari che presero parte alla prima guerra del Golfo (sindrome del Golfo), e della guerra del Kosovo (sindrome dei Balcani). In entrambe le campagne militari fu fatto largo uso di proiettili all'uranio impoverito, una fonte certa di nanopolveri inorganiche (di numerosi metalli ma non di uranio) prodotte a temperature superiori ai 2500-3000 °C. In tale contesto sono state identificate nanoparticelle nei tessuti biologici degli individui ammalati, tuttavia non sono state svolte analisi epidemiologiche che indagassero eventuali correlazioni tra la presenza delle particelle e l'insorgere delle patologie. Gli studi epidemiologici che invece hanno analizzato, in generale, la correlazione tra la partecipazione alle missioni e l'incidenza di varie patologie non hanno rilevato incrementi significativi..
È da considerare che fra le varie possibili cause e concause sono al vaglio anche altre ipotesi, fra cui vaccini inoculati ai militari e l'uso di armi chimiche e biologiche.

### Eziologia (meccanismi di causa-effetto)
Le nanopolveri inorganiche, entrerebbero nel corpo umano per inalazione (e da qui agli alveoli e poi al sangue e alla linfa) oppure per ingestione.

Non esiste alcuna evidenza sperimentale che il micro e il nano particolato inorganico, insolubile e non biocompatibile, sia in qualunque maniera eliminato dall'organismo tramite feci, urina o, comunque, organi emuntori. I pochi studi condotti mostrano saltuariamente la presenza di piccole quantità di ioni di metalli estranei all'organismo nelle urine, ma mai di particelle che, anche nelle loro dimensioni più piccole, contengono miliardi di atomi.
Ad ora, parrebbe che i fattori di maggiore aggressività sia il fatto di essere corpo estraneo e di avere dimensioni tanto piccole da potersi insinuare con facilità nei tessuti. Alcuni lavori in vivo sull'animale pubblicati mostrerebbero, comunque, la loro capacità patogena
Alcuni studi mostrerebbero la capacità delle nanoparticelle di penetrare in profondità nei tessuti promuovendo quindi condizioni di infiammazione a bassa intensità che ben si accordano con le evidenze epidemiologiche che associano l'esposizione di particolato fine e ultrafine con l'aumento del rischio di malattie cardiovascolari e respiratorie.
Differentemente, esistono studi dedicati alla biodistribuzione di nanostrutture inorganiche appositamente ingegnerizzate per futuri utilizzi medici che dimostrano la biocompatibilità e la non persistenza di alcuni metalli nobili.

### Considerazioni
Questi studi, sebbene contestati da alcuni e non supportati da estese analisi epidemiologiche, sono stati apprezzati sia dalla Camera dei Lord inglese che dalla commissione parlamentare italiana sugli effetti dell'uranio impoverito.
Basandosi sulla letteratura esistente, in un articolo della rivista dell'ARPAT (Agenzia regionale per la protezione ambientale della Toscana), Paolo Lauriola sostiene la necessità di monitorare le nanoparticelle in quanto, per le loro ridotte dimensioni, sono particolarmente adatte a «penetrare fino nelle vie aeree profonde e di passare direttamente nel circolo sanguigno», aggiungendo (probabilmente in riferimento alla letteratura scientifica sul particolato fine e ultrafine PM2,5 e PM1) che «è emersa con sufficiente chiarezza la capacità di aumentare il rischio di crisi ischemiche o di aritmie»
In attesa di ulteriori studi ed evidenze epidemiologiche l'Organizzazione mondiale della sanità (OMS) ha sospeso il giudizio sulla pericolosità delle particelle ultrafini.
Nel 2006 l'OMS ha però abbassato i limiti delle sostanze inquinanti nell'atmosfera e ha indicato il PM2,5 (particelle di dimensione micrometrica di cui esistono evidenze epidemiologiche) come misura aggiuntiva di riferimento delle polveri sottili nell'aria, riscontrando che questi ultimi fanno perdere agli abitanti dell'Europa Occidentale quasi 9 mesi di vita.